# Vahram III
Pour les articles homonymes, voir Vahram et Bahram.
Vahram, Bahram ou Varanès III est un empereur sassanide d'Iran ayant régné en 293.

## Biographie
Fils de Vahram II, il  portait le titre de Sagân Shâh (« roi de Sacastène ») avant de monter sur le trône.
Prince héritier en 283 après la victoire de son père sur le prince Hormozd de Perse, il lui succède mais ne règne que quatre mois avant d'être renversé par Narseh, fils de Shapur Ier, son grand-oncle, qui règne sur l'Arménie orientale et se révolte contre lui.
La Chronique de Séert évoque la bienveillance que Vahram III aurait montrée envers les chrétiens et son ordre de restaurer les églises détruites par son père. Marie-Louise Chaumont estime que c'est « assurément prêter beaucoup à un roi qui n'a régné que quatre mois et qui ne semble avoir eu comme volonté que celle des mages de la cour ». Elle considère toutefois que dans le contexte historique, il serait logique d'attribuer ces faits à son successeur.